# Carne desmenuzada
La carne deshebrada (en México), carne deshilachada (en El Salvador y Perú), carne desmenuzada (en Nicaragua y Argentina), carne desmechada (en Cuba y Colombia) o carne mechada (en Chile y Venezuela) es una típica forma de presentar la carne en diferentes gastronomías del mundo, especialmente cuando la carne se usa como relleno de algún plato. Suele ser carne de pollo, de cerdo, de res, etc. y se puede preparar de forma casera, cociendo la carne hasta suavizarla y luego separando manualmente las fibras, o bien se puede obtener del mercado ya deshebrada. Las carnes que han sido previamente marinadas o adobadas también se pueden deshebrar. No se debe confundir con la carne picada o molida, que es otra forma de presentar la carne.
La mayoría de recetas de carne deshebrada básicamente la sazonan con especias, la bañan en alguna salsa, a veces la mezclan con verduras, la sirven con arroz, pan o tortillas de maíz. En ocasiones, la carne desmenuzada también se fríe. Si se deja enfriar, se mezcla con cebolla, tomates y otras hortalizas y se sirve en una ensalada internacionalmente conocida como salpicón. Otros platos que incluyen carnes desmenuzadas son: la ropa vieja cubana, la tinga y el machacado mexicanos, el pabellón criollo venezolano, y un largo etcétera.

## Cortes de carne

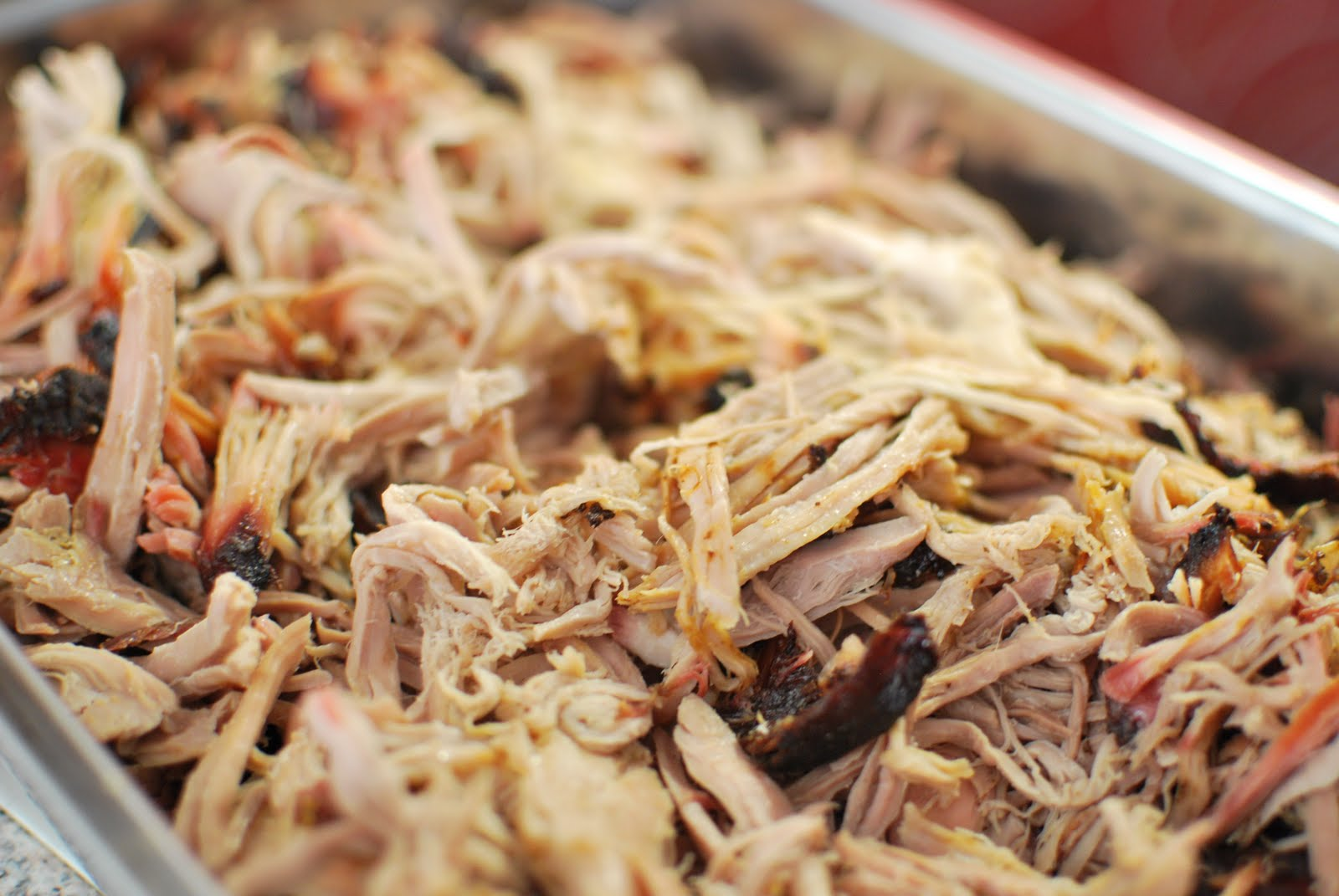
barbacoa de carne de cerdo desmenuzada (pulled pork)

Los mejores cortes para mechar son todos aquellos bien gruesos, tales como: las piernas, el lomo, las costillas cortadas gruesas, etc. Y, entre las vísceras, el hígado y las mollejas.

#### Carne de vaca
Las partes de la vaca que típicamente se desmenuzan son el pecho (llamado brisket en inglés), la falda, la arrachera (entraña), la punta de anca o la paleta. Todas ellas son cortes duros, que cuando se cuecen por largo tiempo quedan lo suficientemente tiernos para desmenuzarse.

#### Carne de cerdo
La llamada espaldilla, cabeza de lomo, paleta u hombro es el corte típico.

#### Carne de pollo
Se aprovecha todo el animal, especialmente porque se desea combinar la pechuga, que es una carne de naturaleza seca, con los muslos y contramuslos, de tipo más jugoso. Las alitas apenas son aprovechables, y se pueden separar para hacer alitas fritas. De no disponer de pollo, también se pueden desmenuzar carnes de otras aves, como gallina, pichones (palomas), pavos (guajolotes), etc. A diferencia de las mencionadas carnes blancas, el pato y el faisán se consideran carnes rojas.

### Preparación
La carne se corta en piezas grandes y se cuece, generalmente con cebolla, ajo, laurel y otros condimentos para aportarle sabor. Los tiempos de cocción varían según el corte de carne usado. Una vez cocida, se deja enfriar totalmente y luego se deshebra manualmente.

## Variantes regionales

### América Latina

#### México

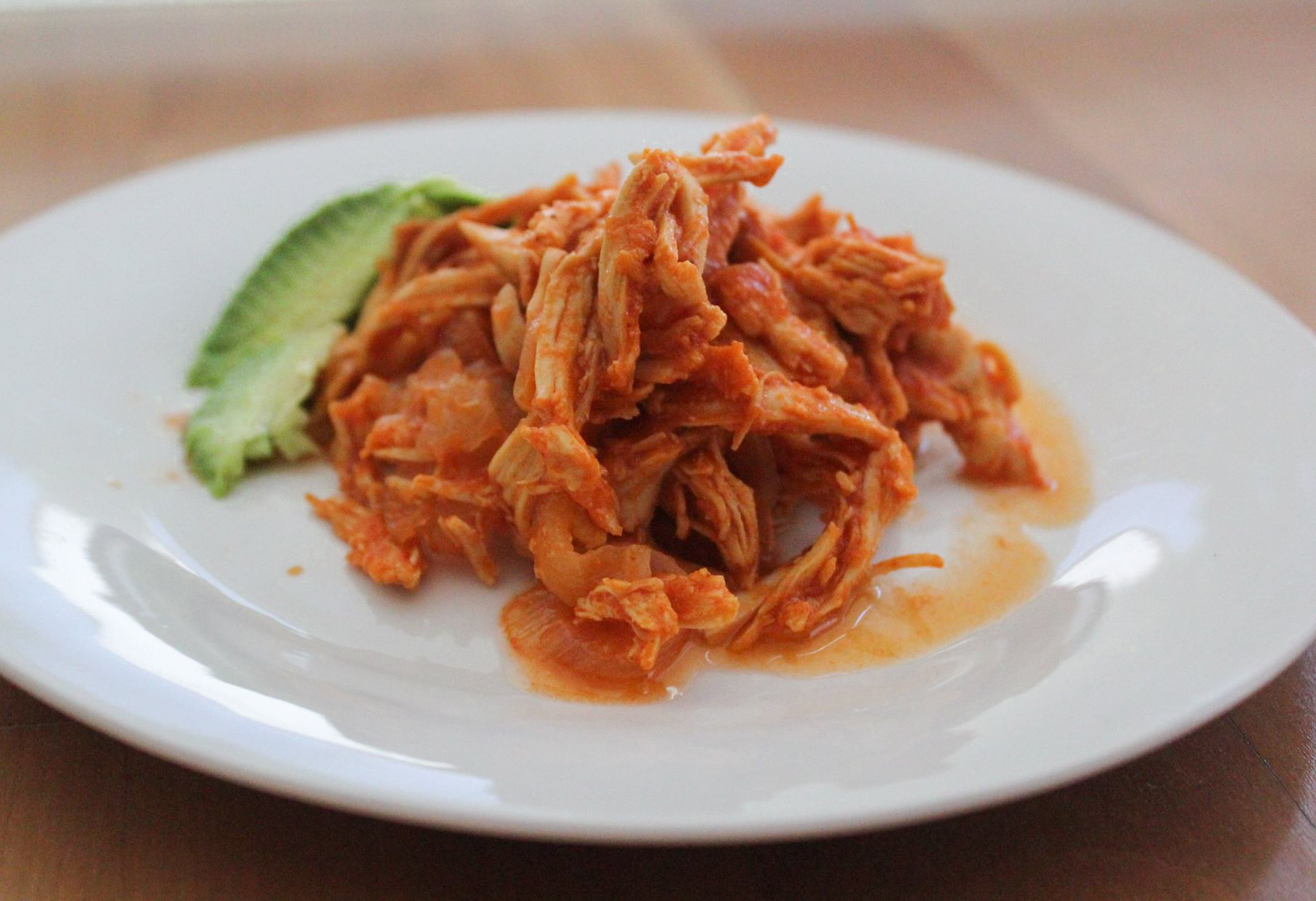
Tinga de pollo mexicana

En México, la carne deshebrada es ingrediente de multitud de platos del día a día, por lo que es un producto habitual. Por lo general, se cocina en diversos guisos con salsas a base de jitomate, cebolla y chiles secos. Un ejemplo conocido es la tinga. Pero también se puede capear con huevos para formar tortitas, las cuales también se bañan en salsa de chiles.
Algunos antojitos mexicanos que pueden incluir (como relleno) carne deshebrada son:
- Tacos
- Enfrijoladas, enchiladas, entomatadas
- Sopes
- Flautas
- Chilorio
- Chimichanga
- Bocol
- Garnachas
- Burritos
- Gorditas
- Chalupas
- Tsi'ik

En maya yucateco, «carne deshebrada» se dice tziicicbal, y en zapoteco, béla cha'cha. En el norte del país, la carne seca y deshebrada es conocida como machaca.

### Otros países

#### China
En China, las fibras fritas de carne de cerdo se denominan ròu fǔ;

#### Corea

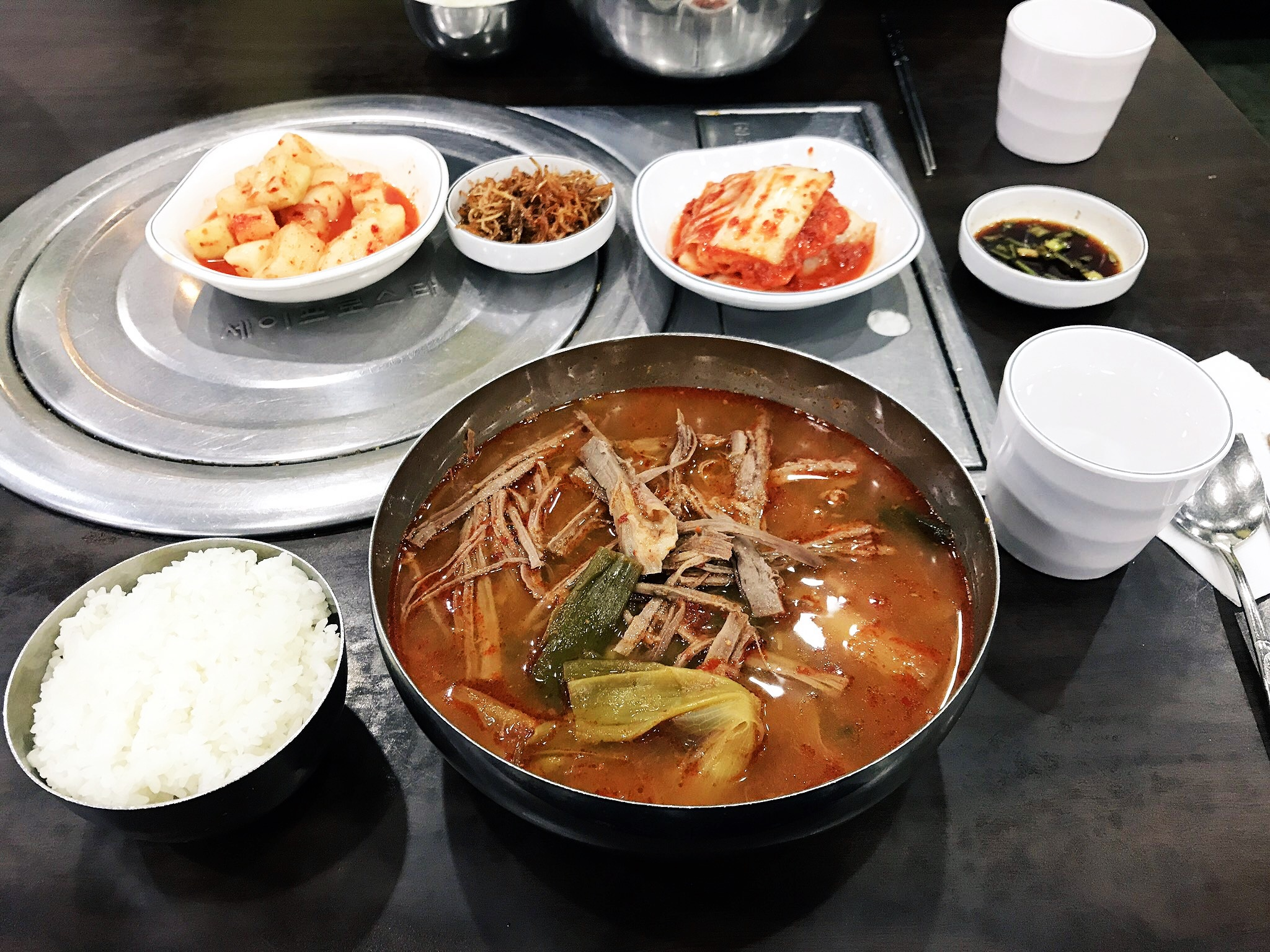
Sopa coreana yukgaejang (육개장), con carne de res deshilachada

En Corea, es tradición desmenuzar la carne de res (hanu o hanwoo) para hacer diversos platos como el yukgaejang, una sopa picante. El tangpyeong-chae, un salteado a base de nokdumuk, también suele incluir carne deshebrada de res, que a veces se sustituye por pepino de mar o abulón desmenuzados. Según el libro de cocina coreana Siuijeonseo, del siglo XIX, el yukhoe se prepara con carne tierna de res finamente desmenuzada. Sin embargo, con la mecanización de los procesos, hoy en día es más común picar (moler) la carne, pareciéndose más a un tartar.

#### Estados Unidos
En Estados Unidos, una barbacoa de cerdo deshebrado es llamado pulled pork;

#### Marruecos
En Marruecos, el pollo o pichón (paloma) desmenuzado sirve para rellenar la tradicional bastela.